# 風土記の丘

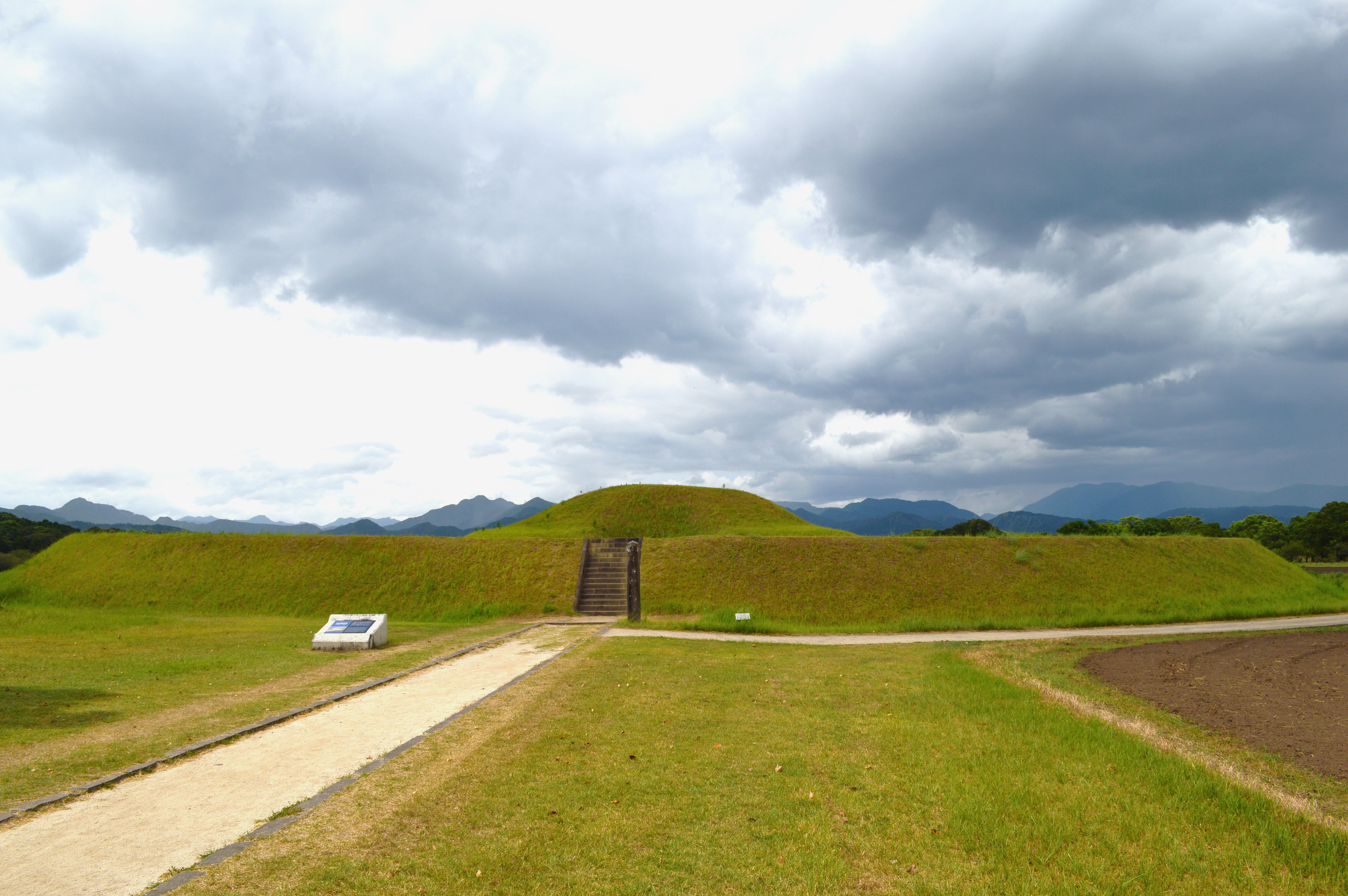
風土記の丘事業第1号として整備された宮崎県西都市の西都原風土記の丘（西都原古墳群）。写真は206号墳（鬼の窟古墳）。

風土記の丘（ふどきのおか）は、文化庁の風土記の丘設置構想に基づき、遺跡及び歴史資料の保存及び活用を目的として設置された史跡等の遺跡を中心とする野外博物館・歴史公園である。

## 概要
「風土記の丘設置要項」（外部リンク参照）によれば、風土記の丘は、古墳・城跡等の遺跡等を広域保存するとともに、歴史資料等を収蔵・展示する資料館を設置することによって、遺跡と資料の一体的な保存や活用を図ることを目的としている。
文化庁では1966年に風土記の丘設置構想を発表し、これに基づいて同年には最初の風土記の丘である「西都原風土記の丘」がオープンした。次いで、翌1967年には「さきたま風土記の丘」、1968年には「紀伊の国風土記の丘」、1969年には「立山風土記の丘」、「安土風土記の丘」が開設され、2007年現在では、全国16か所に風土記の丘が設けられている。

## 風土記の丘一覧

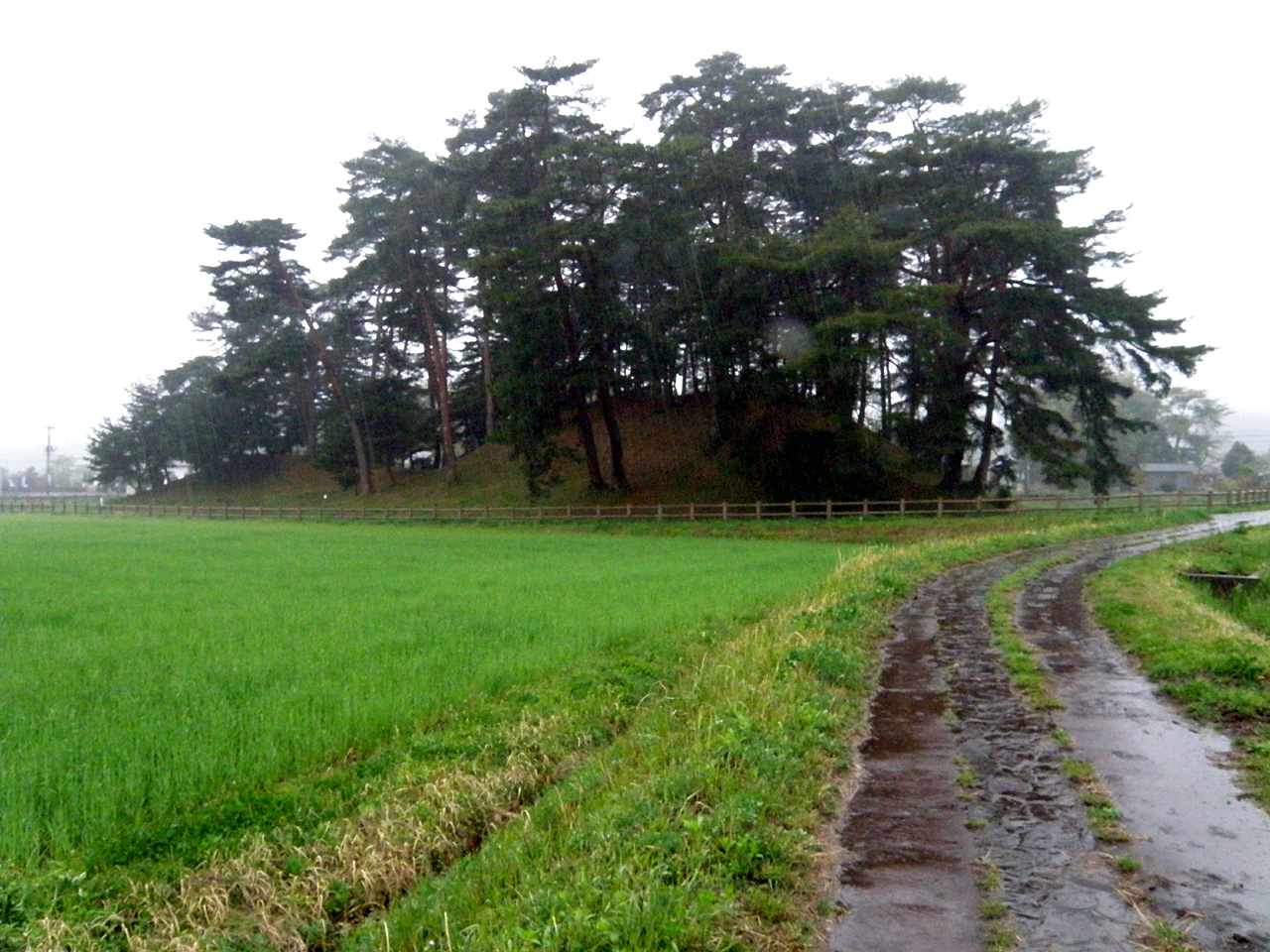
那珂川右岸河岸段丘に位置する
なす風土記の丘・侍塚古墳

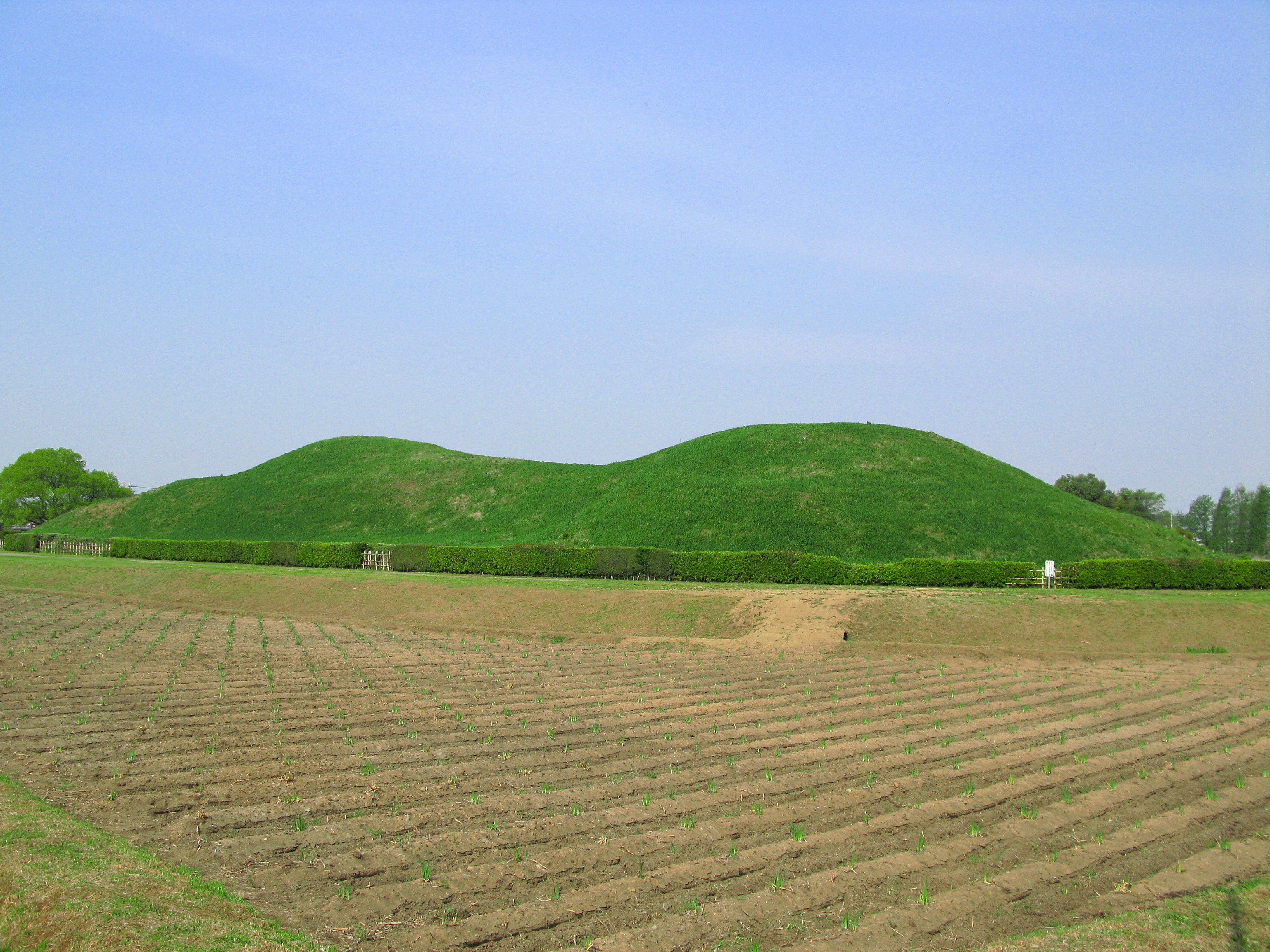
さきたま風土記の丘・二子山古墳

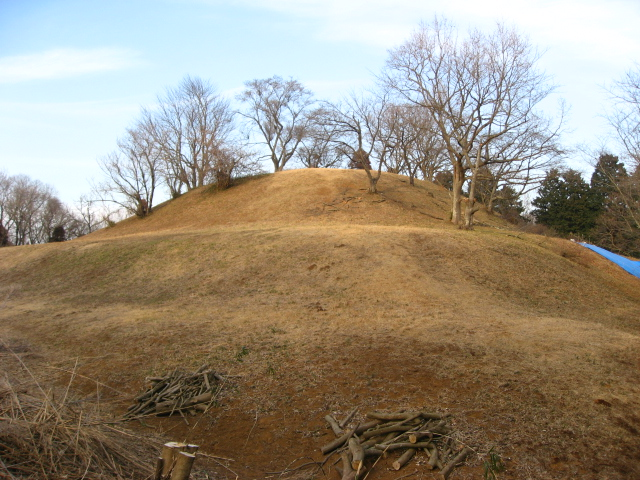
千葉県立房総のむら・岩屋古墳

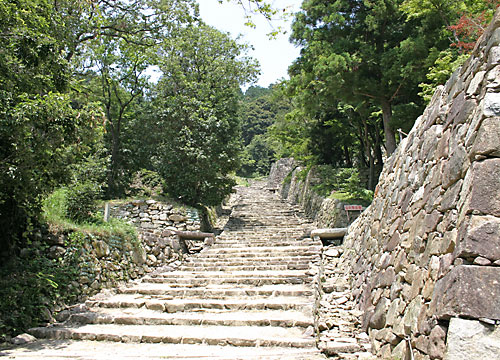
近江風土記の丘・安土城跡

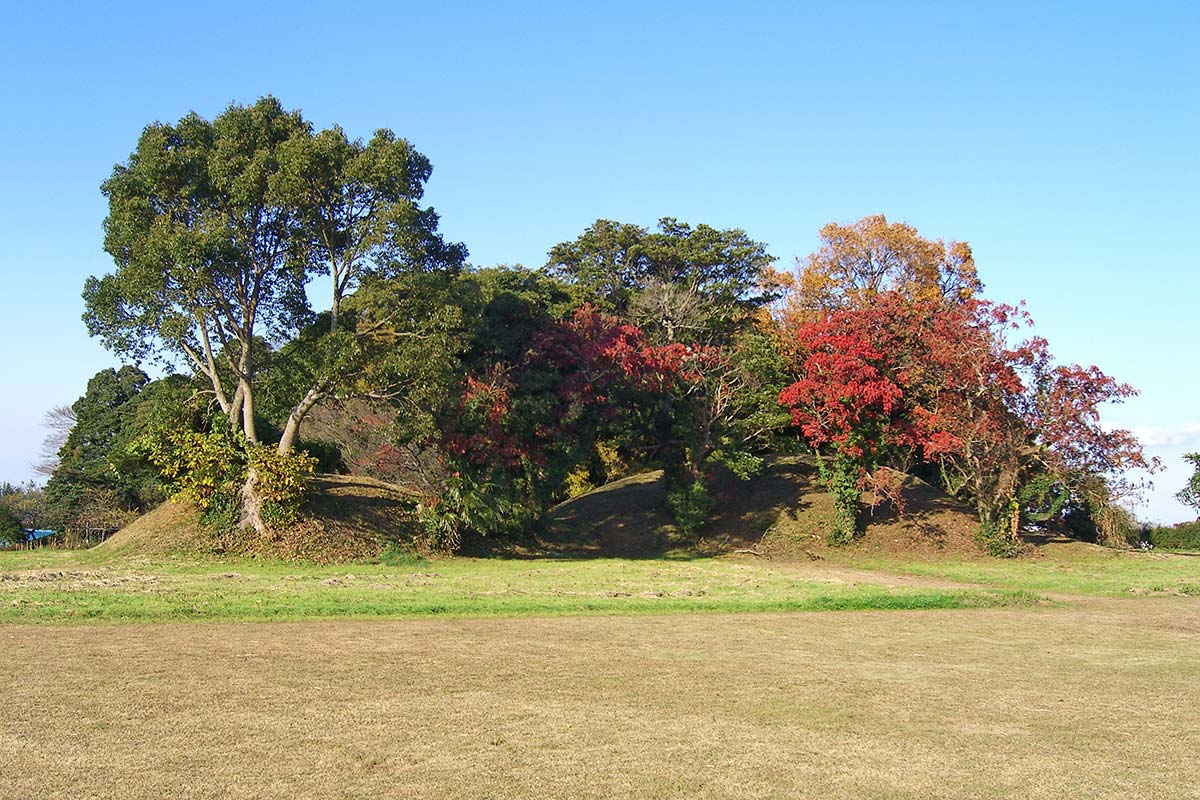
宇佐風土記の丘・赤塚古墳

- 山形県立うきたむ風土記の丘（山形県東置賜郡高畠町）
  - 資料館：山形県立うきたむ風土記の丘考古資料館
  - 遺跡等：日向洞窟
- しもつけ風土記の丘（栃木県下野市）
  - 資料館：栃木県立しもつけ風土記の丘資料館
  - 遺跡等：下野国分寺跡、下野国分尼寺跡
- なす風土記の丘（栃木県那須郡那珂川町・大田原市）
  - 資料館：栃木県立なす風土記の丘資料館
  - 遺跡等：侍塚古墳、駒形大塚古墳
- さきたま風土記の丘（埼玉県行田市）
  - 資料館：埼玉県立さきたま史跡の博物館
  - 遺跡等：埼玉古墳群
- 千葉県立房総のむら（千葉県立房総風土記の丘）（千葉県印旛郡栄町・成田市）
  - 資料館：千葉県立房総風土記の丘資料館
  - 遺跡等：岩屋古墳、旧学習院初等科正堂、旧御子神家住宅
- 立山風土記の丘（富山県中新川郡立山町）
  - 資料館：富山県立山博物館
  - 遺跡等：雄山神社、旧嶋家住宅、閻魔堂、旧有馬家住宅と田屋門、教算坊・善道坊（宿坊）
- 甲斐風土記の丘（山梨県甲府市）
  - 資料館：山梨県立考古博物館
  - 遺跡等：銚子塚古墳附丸山塚古墳
- 近江風土記の丘（滋賀県近江八幡市安土町）
  - 資料館：滋賀県立安土城考古博物館
  - 遺跡等：安土城跡、観音寺城跡、瓢箪山古墳、大中の湖南遺跡
- 大阪府立近つ飛鳥風土記の丘（大阪府南河内郡河南町）
  - 資料館：大阪府立近つ飛鳥博物館
  - 遺跡等：一須賀古墳群
- 和歌山県立紀伊風土記の丘（和歌山県和歌山市）
  - 資料館：紀伊風土記の丘資料館
  - 遺跡等：岩橋千塚古墳群
- 島根県立八雲立つ風土記の丘（島根県松江市）
  - 資料館：八雲立つ風土記の丘展示学習館、ガイダンス山代の郷
  - 遺跡等：出雲国府跡、岡田山古墳群
- 吉備路風土記の丘（岡山県総社市）
  - 資料館：岡山県立吉備路郷土資料館
  - 遺跡等：備中国分寺
- 広島県立みよし風土記の丘（広島県三次市）
  - 資料館：広島県立歴史民俗資料館
  - 遺跡等：浄楽寺・七ッ塚古墳群、旧真野家住宅
- 肥後古代の森（熊本県山鹿市・玉名郡和水町）
  - 資料館：熊本県立装飾古墳館
  - 遺跡等：岩原古墳群
- 宇佐風土記の丘（大分県宇佐市）
  - 資料館：大分県立歴史博物館
  - 遺跡等：川部・高森古墳群
- 西都原風土記の丘（宮崎県西都市）
  - 資料館：宮崎県立西都原考古博物館
  - 遺跡等：西都原古墳群

他に「風土記の丘」という名を持つ野外博物館・公園としては、常陸風土記の丘（茨城県石岡市）及び壱岐風土記の丘（長崎県壱岐市）があるが、これらについては、文化庁事業の風土記の丘にあたるか否か不明である。